# Наумкин, Виталий Вячеславович
Вита́лий Вячесла́вович Нау́мкин (род. 21 мая 1945, Свердловск) — советский и российский историк-востоковед, исламовед, политолог. Доктор исторических наук, профессор с 11 марта 1988 года, академик РАН — с 28 октября 2016 года (член-корреспондент Российской академии наук с 2011). Директор Института востоковедения РАН (2009—2015), с 2015 года — научный руководитель Института востоковедения РАН. Вице-президент Российского совета по международным делам (с 2011). Лауреат Государственной премии Российской Федерации (2019).

## Биография
Отец — Вячеслав Иосифович Наумкин (1911—1984), артист, балетмейстер, педагог, заслуженный артист РСФСР. Мать — Тамара Ивановна (1913—1997), солистка балета.
В 1962 году Виталий Наумкин, окончив с золотой медалью школу, поступил в Институт восточных языков Московского государственного университета (в 1968 году окончил его с отличием), специализировался на изучении истории арабских стран и арабского языка. В 1966—1967 годах стажировался в Каирском университете и Американском университете в Каире.
В 1968—1970 годах служил на офицерских должностях в Советской Армии, преподавал в Военном институте иностранных языков. Уже в те годы входил в группу лучших синхронных переводчиков страны, регулярно работал на мероприятиях с участием высшего партийно-правительственного руководства.
После обучения в очной аспирантуре ИСАА МГУ в 1970—1972 годах защитил кандидатскую диссертацию по доктрине Абу Хамида аль-Газали. В 1980 году, его комментированный перевод труда аль-Газали «Воскрешение наук о вере» (Ихйа ‘улум ад-дин) с исследованием был издан в серии «Памятники письменности Востока» издательством «Наука».
С 1972 года начал преподавать средневековую историю арабского мира, исламоведение и современное политическое развитие арабских стран в ИСАА при МГУ. В 1972—1977 годах работал в Высшей школе общественных наук в Народной Демократической Республике Йемен.
В 1970-е годы начал заниматься исследованиями Йемена. Объектом его научного интереса стали древняя и новейшая история этой страны, проблемы её современного развития. С 1983 года по настоящее время он возглавляет отряд советско-йеменской, впоследствии российской комплексной экспедиции, работающий во время ежегодных полевых сезонов на острове Сокотра, становится пионером научного изучения этого острова. Его исследования бесписьменного сокотрийского языка, истории, уникальных обычаев и обрядов, родо-племенной организации сокотрийцев получили широкое признание в России и за рубежом. В России в 1981 году вышла написанная в соавторстве с В. Я. Порхомовским работа «Очерки по этнолингвистике Сокотры», в 1988 году была издана его монография «Сокотрийцы», в Великобритании в 1994 году была опубликована новая книга В. В. Наумкина «Island of the Phoenix» («Остров птицы Феникс»), где были подведены итоги его 20-летних исследований. В 2012 году в Абу-Даби опубликовано на арабском языке дополненное новыми материалами издание его исследования по острову под названием «Сокотра — остров легенд». В 2018 году вышла в свет новая монография В. В. Наумкина "Острова архипелага Сокотра (экспедиции 1974—2010 гг.), обобщающая результаты многолетней полевой работы на острове.
В 1981 году защитил докторскую диссертацию по истории вооружённой борьбы Южного Йемена за независимость под руководством Национального фронта («Национальный фронт в борьбе за независимость Южного Йемена»). Его монография по диссертации, основанная на огромном количестве оригинальных первоисточников, была опубликована в Москве на русском языке, а позднее, в 2004 году вышла на английском языке в Оксфорде под названием «Red Wolves of Yemen»(«Красные волки Йемена»). Работа также выдержала два издания на арабском языке.
В 1984 году перешёл на работу в Институт востоковедения РАН, где работал заведующим сектором, затем заведующим Отделом арабских стран, в 1989—1994 годах — заместителем директора Института, в 1994—2009 годах — руководителем Центра арабских исследований. За годы научно-педагогической работы им было подготовлены сотни специалистов, более 50 кандидатов и 5 докторов наук, многие из которых стали в дальнейшем видными учеными, профессорами, государственными, общественными и военными деятелями, журналистами.
Возглавляет редакционные коллегии или является главным редактором журналов «Восток — ORIENS» (с 1998 г.), «Россия и Мир: научный диалог», «Цифровое востоковедение», ежегодника «Восточная аналитика», редакционный совет журнала «Восточный архив», входит в состав редколлегий или редакционных советов журналов «Вестник Российской академии наук» (с 2018 г.), «Центральная Азия и Кавказ» (Швеция), «Вестник российской нации», «Вестник Московского университета. Серия „востоковедение“», «Гималайские и центральноазиатские исследования» («Himalayan and Central Asian Studies», Дели), «Международные отношения» («Равабет-э хариджи», Тегеран), Pax Islamica, «Современный ислам», «Исторический журнал», «Восточная коллекция», «Известия Академии наук Республики Таджикистан» (серия: филология и востоковедение), альманахов «Ислам в современном мире», «Ислам в СНГ» и др. изданий. Редактор-консультант журнала «Journal of Islamic Studies» (Oxford).
В течение двух десятков лет он является председателем совета по защите докторских диссертаций ИВ РАН, входит в совет Музея искусств народов Востока и другие научные советы. Член бюро Отделения историко-филологических наук РАН. Член Национального комитета российских историков. Член руководящего совета и руководитель ближневосточной программы Российской ассоциации международных исследований.
С 2003 года возглавляет кафедру регионоведения факультета мировой политики МГУ имени М. В. Ломоносова, ныне — кафедра региональных проблем мировой политики. Выступал с лекциями во многих университетах мира, в 1991 году был приглашённым профессором Американского университета в Каире (Египет), в 2003 году — Калифорнийского университета в Беркли (США). В 2004 году стал стипендиатом Фонда Рокфеллера в Центре Белладжио (Италия). Являлся организатором или участником множества международных и российских научных конференций, семинаров, «круглых столов». Декан восточного факультета Государственного академического университета гуманитарных наук. Руководитель базовой кафедры ИВ РАН в НИУ «Высшей школе экономики».
Часто выступает со статьями на страницах российских и зарубежных газет и журналов, с комментариями на российских и ведущих зарубежных телеканалах, в 2001—2002 годах был приглашённым обозревателем спутникового телеканала Абу-Даби (ОАЭ). Для российского телеканала «Россия сегодня» на арабском языке создал серию документальных фильмов под названием «Россия и арабы», завоевавших популярность в арабских странах.
В 2010 году был избран президентом Общества востоковедов России.

## Научная деятельность
С начала научной деятельности В. В. Наумкина проявилась широта его интересов — от изучения средневековой истории, памятников письменной и материальной культуры, языков, философии народов Ближнего Востока до исследования проблем современного мира, этнополитических конфликтов, мировой политики и международных отношений, в том числе в Центральной Азии и на Кавказе.
Во время работы в ИВ РАН возглавлял научные коллективы, работавшие над крупными научными проблемами, был ответственным редактором многих фундаментальных научных трудов. Ему принадлежит заслуга в разработке ряда концептуальных идей, лежавших в основе этих трудов. Он, в частности, был соредактором и одним из авторов вышедшего в 2008 году 6-го, завершающего тома фундаментальной «Истории Востока», посвященного новейшей истории.
Его многочисленные труды, опубликованные в России, США, Великобритании и других европейских странах, а также в странах Ближнего и Среднего Востока на русском, арабском, английском и других языках, принесли ему широкую международную известность в качестве одного из ведущих специалистов по Арабскому Востоку, Центральной Азии и Кавказу. Ответственный редактор, составитель и соавтор вышедшей в США в 1994 году коллективной монографии «Central Asia and Transcaucasia: Ethnicity and Conflict» («Центральная Азия и Закавказье: этничность и конфликт»), составитель и ответственный редактор вышедшей в Великобритании в 1993 году книги «State, Religion and Society in Central Asia», ответственный редактор, составитель и соавтор опубликованной в 2004 году издательством Brill (Лейден, Нидерланды) коллективной работы «Russian Oriental Studies». Одним из заметных трудов стала опубликованная в США в 2005 году монография «Radical Islam in Central Asia: between Pen and Rifle» («Радикальный ислам в Центральной Азии: между пером и винтовкой»), вошедшая в списки обязательной литературы по предмету в большинстве университетов мира. На иностранные языки переведены десятки его статей.
Завоевал репутацию одного из наиболее авторитетных российских исламоведов, он продолжает работать в этой области востоковедения и сегодня. Среди его крупных трудов — книга «Ислам и мусульмане: культура и политика» (2008), а также комментированный перевод с исследованием средневекового религиозно-философского трактата аль-Газали «Правильные весы». В 2014 г. в издательстве Brill (Лейден, Нидерланды) В. В. Наумкин в соавторстве с работающими под его руководством российскими коллегами-лингвистами опубликовал первый из трех запланированных фундаментальных трудов по сокотрийскому фольклору — «Corpus of Soqotri Oral Literature. Volume 1. Studies in Semitic Languages and Linguistics, volume 76». Corpus editor: Vitaly Naumkin (coauthor with Leonid Kogan, ‘Isa Gum‘an al-Da‘rhi, Ahmed ‘Isa al-Da‘rhi, Dmitry Cherhashin, Maria Bulakh, Ekaterina Vizirova), а второй том вышел там же в 2018 г. После выхода в свет первого тома этого труда Русская служба Би-Би-Си включила разработку коллектива авторов под его руководством письменности для сокотрийского языка в число десяти крупнейших научных открытий 2014 года. В 2018 году была опубликована особо выделяющаяся среди других его монография «Несостоявшееся партнерство: советская дипломатия в Саудовской Аравии между мировыми войнами».

## Общественная деятельность

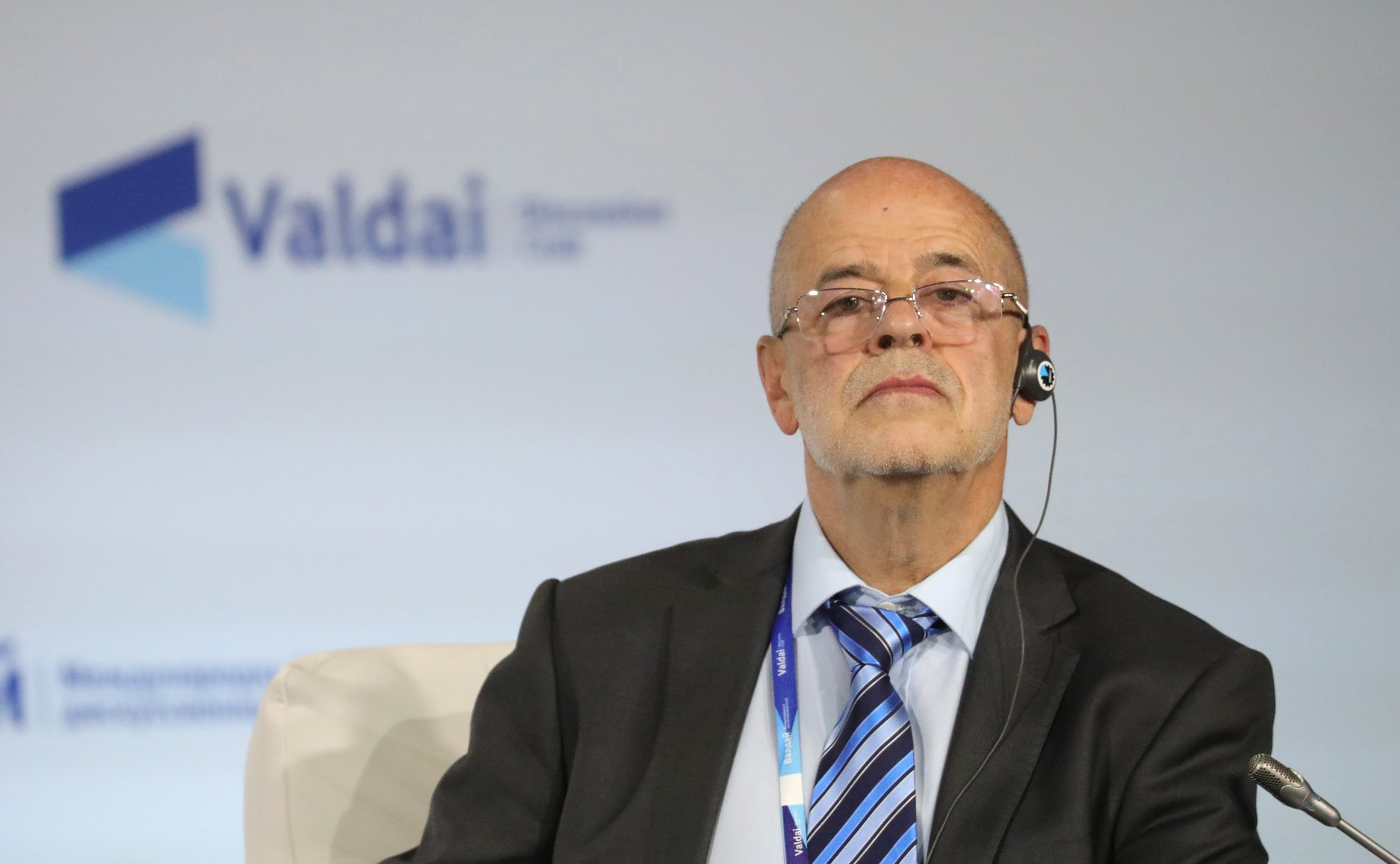
На Валдайском форуме (2019)

Является сопредседателем российско-американской части Дартмутской конференции. Внёс большой вклад в сближение позиций конфликтующих сторон на Ближнем Востоке и постсоветском пространстве, в том числе в практическое урегулирование межтаджикского конфликта. Является членом международного дискуссионного клуба «Валдай» и других известных международных форматов.
Член Научного совета при Министре иностранных дел РФ, Научного совета при Совете Безопасности РФ, Совета по внешней и оборонной политике, а также входит в другие экспертные советы и группы. Вице-президент Российского совета по международным делам. В 2006 году по рекомендации российского правительства Генеральный секретарь ООН включил его в Группу высокого уровня проекта ООН «Альянс цивилизаций». Был соавтором доклада, подготовленного этой группой для ООН, одобренного Генассамблеей и ставшего программой действий «Альянса», в 2008 году был назначен Генсекретарём ООН послом доброй воли по «Альянсу цивилизаций». С 2016 года — старший политический советник специального посланника Генсекретаря ООН по Сирии.

## Награды и премии

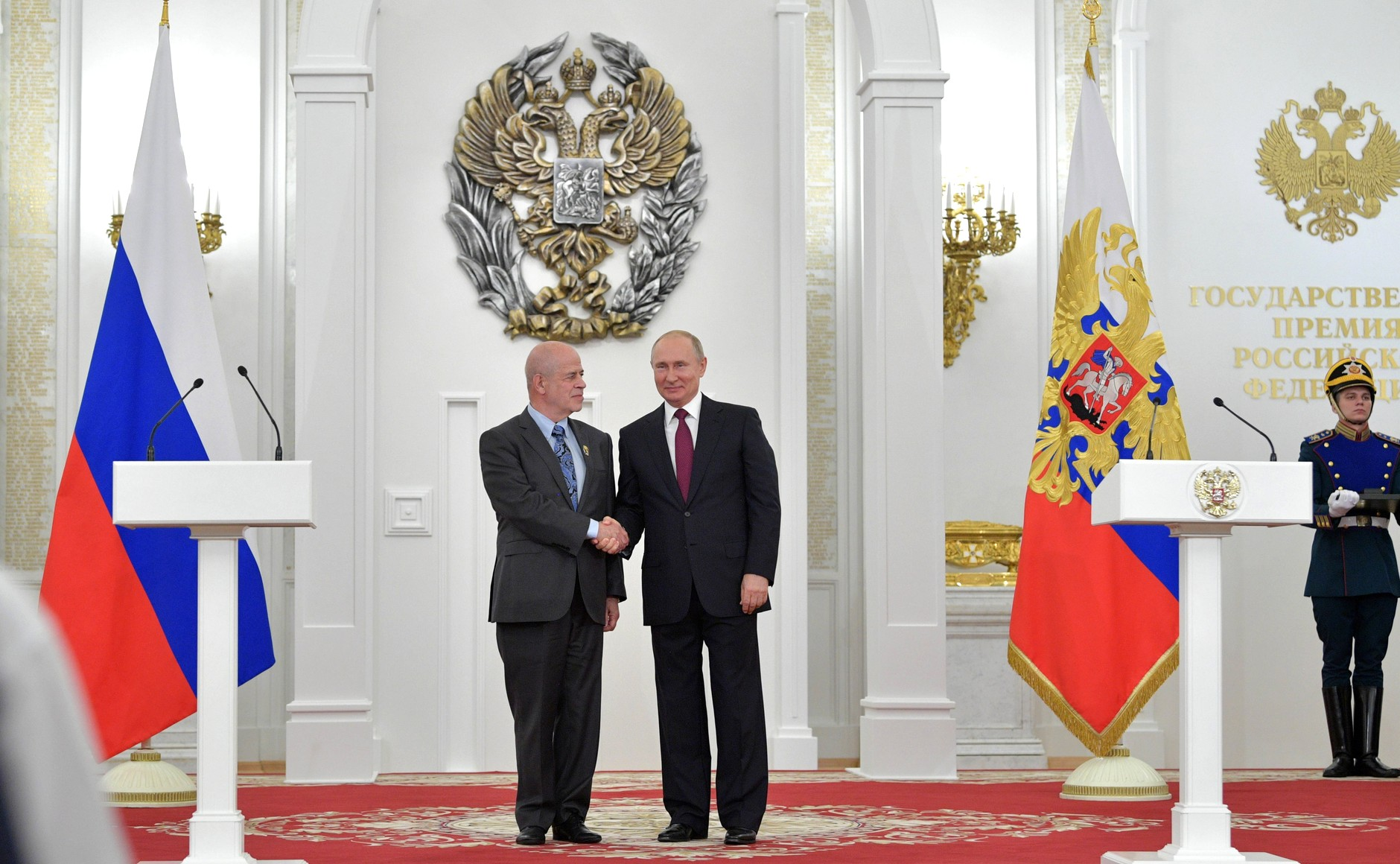
В. В. Путин и В. В. Наумкин на церемонии награждения Государственной премией Российской Федерации (12 июня 2019)

- Орден Александра Невского (26 августа 2020 года) — за большой вклад в развитие науки и многолетнюю добросовестную работу.[4]
- Орден Дружбы (13 марта 2006 года) — за достигнутые успехи и многолетний добросовестный труд[5].
- Грамота Государственной Думы ФС РФ за вклад в развитие отношений с государствами СНГ.
- Орден Дружбы (Таджикистан) — за вклад в межтаджикское урегулирование.
- Высшая награда Монгольской академии наук «Золотая медаль Хубилай-хана» за научные заслуги (2015).
- Высшая награда Государства Палестина — Золотой орден «За заслуги».
- Награда, присуждаемая лично Президентом Палестины — "Орден «Звезда Президента Палестины».
- Орден Дуслык Республики Татарстан.
- Орден Славы Республики Мордовия.
- Медаль «В память 850-летия Москвы».
- Медаль «В память 1000-летия Казани».
- Медаль Совета Безопасности Российской Федерации «За заслуги в укрепление международной безопасности».
- Медаль МО РФ «За укрепление боевого содружества».
- Медаль иконы Божией Матери «Казанская» I степени (Казанской и Татарстанской метрополии).
- Международная премия Ибн Хальдуна (MED21) за вклад в развитие гуманитарных и социальных наук (2019).
- Благодарность Президента Российской Федерации (18 января 2010 года) — за активное участие в научно-исследовательской, публицистической и популяризаторской работе по противодействию фальсификации истории в ущерб интересам России[6].
- Грамота Государственной Думы Федерального Собрания Российской Федерации — за вклад в развитие отношений с государствами СНГ.
- Орден «Аль-Фахр» Совета муфтиев России.
- Премия имени С. Ф. Ольденбурга РАН (2015) — за монографию «Острова архипелага Сокотра (экспедиции 1974—2010 гг.)».
- Премия В. В. Посувалюка МИД России и ИТАР-ТАСС за достижения в области международной журналистики (2010).
- Нагрудный знак МИД России «За взаимодействие» (2014) — за вклад в продвижение интересов России на Ближнем Востоке[7].
- Нагрудный знак МИД России «За вклад в международное сотрудничество».
- Первый лауреат Международной премии Международного дискуссионного клуба «Валдай».
- Государственная премия Российской Федерации в области науки и технологий 2018 года (10 июня 2019 года) — за выдающийся вклад в востоковедение (арабистика и исламоведение)[8].
- Премия Правительства Российской Федерации имена Петра Великого (по направлению "укрепление международного авторитета Российской Федерации ") (30 апреля 2022 года) — за заслуги в развитии внешней политики, международных отношений, а также в укреплении позиций России на международной арене[9].
- Медаль МО Сирийской Арабской Республики «За боевое содружество».
- Юбилейная медаль МО Монголии «80 лет победы на Халкин-Голе».
- Золотая медаль Х. Френа (Казанский Приволжский государственный университет) «За выдающиеся работы в области востоковедения».
- Медаль Посольства Индии в РФ «За значительный вклад в развитие индийско-российских отношений».
- Орден «За пользу Отечеству — Золотой крест» (общественная награда).
- Орден Российской нации (общественная награда).
- Золотая медаль Академии наук Республики Татарстан «За достижения в науке» (2021)[10].

## Основные работы
- Там, где возрождалась птица Феникс. — М., 1977.
- Национальный фронт в борьбе за независимость Южного Йемена и национальную демократию 1963—1969. — M.: «Наука», 1980.
- Абу Хамид ал-Газали. Ихйа’ ‘Улум ад-Дин / перевод с арабского, исследование и комментарий. — М.: «Наука», 1980.
- Очерки этнолингвистики Сокотры (в соавторстве с В. Я. Порхомовским). — М.: «Наука», 1981.
- «Египет и египтяне: вчера и сегодня». Предисловие к книге: Э. У. Лейн, Нравы и обычаи египтян в первой половине XIX века. — М.: «Наука», 1982.
- Сокотрийцы. Историко-этнографический очерк. — М.: «Наука», 1988.
- Новейшая история арабских стран Азии и Африки в 2-х томах (отв. ред. и соавтор). — М.: «Наука», 1989—1990.
- Island of the Phoenix (an ethnographic study of Socotra), Reading: Ithaca, 1993.
- Central Asia: State, Religion, Society, Reading: Ithaca, 1993 (editor and co-author).
- Central Asia and Transcaucasia: Ethnicity and Conflict, Westport: Greenwood, 1994 (editor and co-author).
- Ближневосточный конфликт. — Т. 1—2. — М.: «Материк», 2003.
- Red Wolves of Yemen. — Cambridge: Oleander, 2004.
- Radical Islam in Central Asia: Between Pen and Rifle, Boulder: Rowman and Littlefield, 2005.
- Ислам и мусульмане: культура и политика. — М.—Н. Новгород: Медина, 2008.
- Абу Хамид аль-Газали, «Правильные весы» / перевод с арабского, исследование и комментарий. — М.: Институт востоковедения РАН, 2008.
- История Востока. — Т. 6 (1945—2000). — М.: «Наука», 2008. (Ответственный редактор).
- Ближний Восток в мировой политике и культуре. — М.: Институт востоковедения РАН, 2011. ISBN 978-5-89282-482-8
- The Archipelago of Socotra: Expeditions of 1974—2010. — Moscow: Slavyanskiye Yazyki, 2012;
- Политические трансформации «нестабильных государств» СНГ: Доклад по материалам круглого стола (Факультет мировой политики МГУ им. М. В. Ломоносова, 24 апреля 2013 г.) / сост. Д. Б. Малышева / Центр политических систем и культур, Фак-т мировой политики МГУ им. М. В. Ломоносова. — М.: Институт востоковедения РАН, 2013. — 34 с. ISBN 978-5-89282-561-0 (в соавт.)
- Махатхир бин Мохамад о современном мире (беседа с Виталием Наумкиным). — М.: Институт Востоковедения РАН, 2013.
- Арабский мир, ислам и Россия: прошлое и настоящее. Избранные главы, статьи, лекции, доклады / отв. ред. В. Я. Белокреницкий и И. Д. Звягельская. — М.: Институт востоковедения РАН, 2013. — 528 с. ISBN 978-5-89282-564-1
- Ал-Багдади, ‘Абд ал-Латиф. ОПИСАНИЕ ЕГИПТА НАЧАЛА XIII ВЕКА. Книга уведомления и рассмотрения дел виденных и событий засвидетельствованных на земле Египта / предисл. В. В. Наумкина; пер. с арабского, комм. и указатели В. В. Наумкина и А. Г. Недвецкого. — Изд. 2-е, испр., доп. — М.: Институт востоковедения РАН, 2013. — 312 с.: факсимиле. ISBN 978-5-89282-584-9
- Конфликты и войны XXI века: Ближний Восток и Северная Африка. Отв. редактор и автор главы: «Исламский радикализм и внешнее вмешательство в глубоко разделенных обществах Ближнего Востока», с. 25—52. — М., 2015.
- Насильственные конфликты и внешнее вмешательство на Ближнем и Среднем Востоке через призму теории глубоко разделенных обществ. С. 415—443 // Политическая наука перед вызовами глобального и регионального развития. Серия «Российская политическая наука». Истоки и перспективы. — Под общ. ред. О. В. Гаман-Голутвиной. — М., Аспект Пресс, 2016.

## Интервью
- «Остановить поток мусульман в Европу невозможно, он будет больше» — 20.12.2012.
- «Халифат простирается до Башкортостана. Это страшно» — 27.12.2012.